# Fustifusus
Fustifusus là một chi ốc biển, là động vật thân mềm chân bụng sống ở biển thuộc họ Turbinellidae.

## Các loài
Các loài thuộc chi Fustifusus bao gồm:
- Fustifusus pinicola (Darragh, 1987)[2]